# Andreas Sandt
Andreas Sandt (* 5. November 1962) ist ein ehemaliger deutscher Fußballtorhüter.

## Karriere
Der damals 17-jährige Jugendkeeper Andreas Sandt, der im Sommer 1980 noch im Endspiel um die deutsche A-Jugendmeisterschaft gestanden hatte, durfte ab dem 22. Spieltag der Saison 1980/81 als Ersatz für den verletzten Peter Sandhofe auf der Ersatzbank von Schalke Platz nehmen. Drei Wochen später trat dann der Ernstfall ein, als Stammkeeper Norbert Nigbur auf Grund einer Stirnverletzung in der 70. Minute ausgewechselt werden musste. So kam Sandt gegen Arminia Bielefeld, gegen deren A-Jugend-Mannschaft Sandt 24 Stunden zuvor mit 3:1 gewinnen konnte, zu seinem ersten und einzigen Bundesligaspiel, bei dem er allerdings auch nicht überwunden werden konnte. Nach dieser Saison wechselte Sandt zu den Amateuren vom VfL Bochum, wo er allerdings ab der Saison 1982/83 mit Marcus Croonen einen starken Konkurrenten im Kampf um den Platz im Tor hatte.

## Erfolge
- 1980 deutscher A-Jugend-Vizemeister